# هاکوب خانلاریان
هاکوب خانلاریان (ارمنی: Հակոբ Խանլարյան؛  زادهٔ ۷ دسامبر ۱۸۸۵ - درگذشته ۱۹۶۶) شاعر، کارشناس علوم پرورشی اهل ارمنستان بود.

## زندگی‌نامه
وی در ۷ دسامبر ۱۸۸۵ در شوشی به دنیا آمد و از مدرسه اسقفی شوشی فارغ‌التحصیل گشت. وی عضو اتحادیه نویسندگان شوروی بود. همچنین برندهٔ جوایزی همچون نشان لنین و نشان پرچم سرخ کار شده‌است. وی در ۱۹۶۶ در سن ۸۱ سالگی درگذشت.